# Войско
Во́йско (от древнерусского: «Воя»):

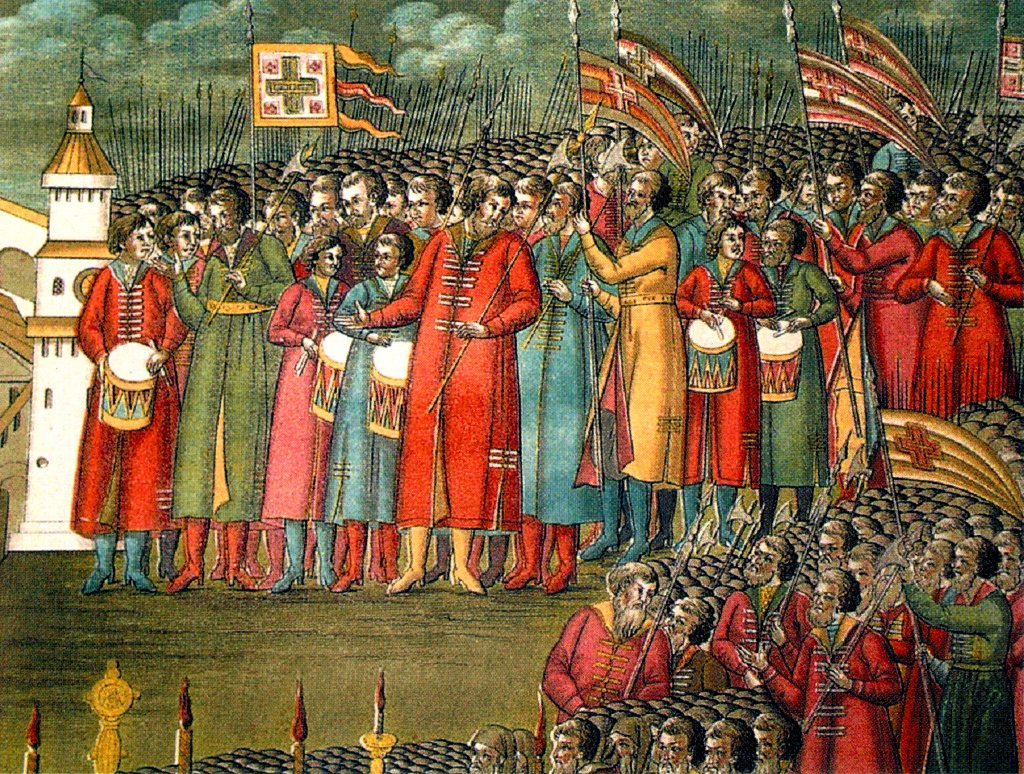
Стрелецкое войско (царская пехота) на фрагменте рисунка 1672 года.

- Историческое название вооружённых сил, возникшее с появлением первых государственных образований (Римское войско, Русское войско (Дружина) и так далее). С созданием в начале XVIII века регулярной армии в России термин «войско» заменяется термином «Армия», позднее «Вооружённые силы»;
- В Русском царстве и ряде древнеславянских государств под «войском» понимались вооружённые силы в целом и их составные формирования (Поместное войско, Стрелецкое войско, Казачье войско, Регулярное войско, Сборное войско (Ополчение));
- Казачье население, занимающее отдельную территорию дореволюционной России или обозначение, в XIX веке, территориально-административных единиц проживания особого военного сословия — казачества;

«начал регулярное войско употреблять»— Пётр I, о своем отце Алексее Михайловиче

## Применение термина
… никогда не будет ни прочной, ни долговечной та власть, которая опирается на наёмное войско… .— Николо Маккиавели, Глава XII «О том, сколько бывает видов войск, и о наёмных солдатах», Государь.
- Княжеское войско — Дружина;
- Удельное войско
- Великое Войско Степное
- Войско Древней Руси
  - Новгородское войско
- Войско Великого княжества Литовского;
- Войско Литовское (лит. Lietuvos kariuomenė) - историческое название, официальное название регулярной армии Литовской Республики.
- Войско Польское (пол. Wojsko Polskie), в Польше — историческое название, неофициальное название Вооружённых сил Республики Польша;
- Поместное войско;
- Стрелецкое войско;[1]
- Рекрутское войско;
- Казачье войско;[1]
  - Азовское казачье войско;[3]
  - Астраханское казачье войско;[3]
  - Бугское казачье войско;[3]
  - Волжское казачье войско;
  - Дунайское войско;
  - Войско Донское — Донское казачье войско;[3]
  - Запорожское войско;[3]
  - Кавказское линейное войско;
  - Калмыцкое войско;
  - Кубанское казачье войско;
  - Семиреченское войско;
  - Терское казачье войско;
  - Уссурийское казачье войско;[3]
  - Уральское казачье войско;
  - Черноморское казачье войско;
  - Забайкальское казачье войско;
- Регулярное войско;[1]

### Войсков филателии

Почтовые марки России, 2010 — 2012 годы
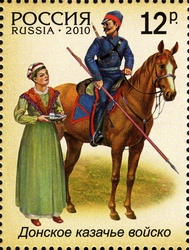
Донское казачье войско.
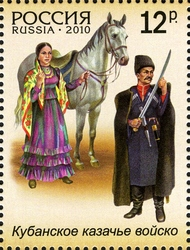
Кубанское казачье войско.
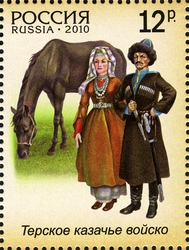
Терское казачье войско.
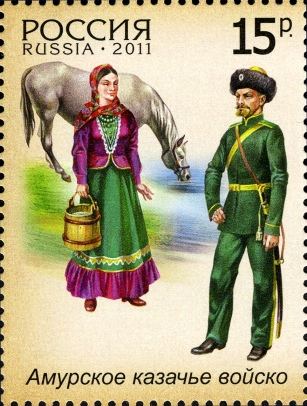
Амурское казачье войско.
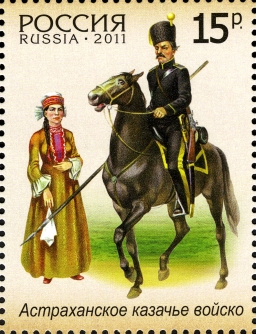
Астраханское казачье войско.
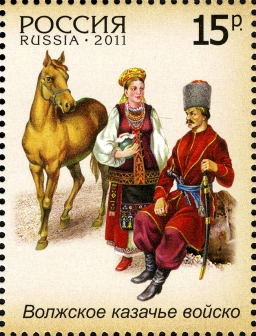
Волжское казачье войско.
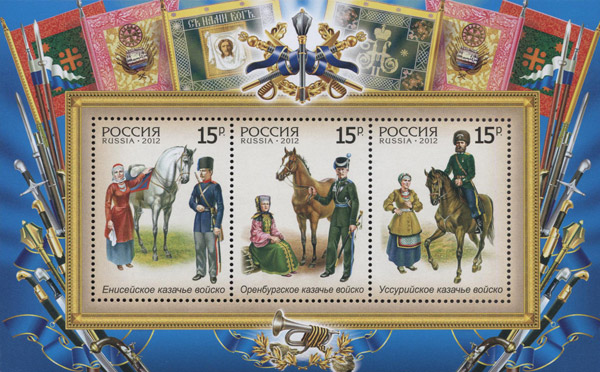
Енисейское, Оренбургское и Уссурийское казачьи войска.